# لوتز فيشر
لوتز فيشر (بالألمانية: Lutz Fischer)‏ (25 مارس 1960 - ) هو لاعب كرة قدم ألماني يلعب كلاعب وسط.

## وصلات خارجية
- لوتز فيشر على موقع قاعدة بيانات كرة القدم.إي يو (الإنجليزية)
- لوتز فيشر على موقع بيانات كرة القدم. دي إي (الألمانية)
- لوتز فيشر على موقع عالم كرة القدم.نت (الإنجليزية)